# المخيم الكشفي الأسترالي
المخيم الكشفي الأسترالي هو المهرجان يقام كل ثلاث سنوات من قبل كشافة أستراليا. ويقام المخيم عادة في أوائل يناير كانون الثاني وعادة ما يعمل لمدة 10 ليال.
لأول مرة في عام 1934، عقد المخيم في فرانكستون، فيكتوريا، وكان المخيم الأسترالي الوحيد الذي حضره مؤسس الحركة الكشفية الورد روبرت بادن باول. منطقة فرانكستون لا تزال تستخدم شعار المخيم الأصلي كشعار للمنطقة.
يتم استضافته المهرجانات الأسترالية عادة على أساس التناوب، مع ترتيب استضافة يجري على النحو التالي:
- جنوب أستراليا
- فيكتوريا
- أستراليا الغربية
- كوينزلاند
- نيو ساوث ويلز

ولكن اعتبارا من عام 2010، يعقد كل مخيم الأسترالي ثاني في نيو ساوث ويلز. [بحاجة لمصدر]
كل فرع كشفي (ولاية) هو المضيف الفعال للمخيم الأسترالي ويتحمل المسؤولية عن إدارتها.
وفقا للمعايير العالمية، المهرجانات الأسترالية متوسطة الحجم، وأكبر المهرجانات التي تعقد في أوروبا وأمريكا الشمالية واستضافة عموما بين 35,000 و 40,000 مشاركا.

## روابط خارجية
- The first Australian Jamboree
- AJ2013 Website
- Scouts Australia website, with information on the next Jamboree's.
- AJ2016 Website